# Driedaagse Brugge-De Panne femminile 2019
La Driedaagse Brugge-De Panne femminile 2019, seconda edizione della corsa e valevole come quarta prova dell'UCI Women's World Tour 2019 categoria 1.WWT, si svolse il 28 marzo 2019 su un percorso di 134,4 km, con partenza da Bruges e arrivo a De Panne, in Belgio. La vittoria fu appannaggio dell'olandese Kirsten Wild, la quale completò il percorso in 3h13'07", alla media di 41,757 km/h, precedendo la connazionale Lorena Wiebes e la belga Lotte Kopecky.
Sul traguardo di De Panne 112 cicliste, su 118 partite da Brugge, portarono a termine la competizione. 

## Squadre e corridori partecipanti
| N.    | Cod. | Squadra                         |
| ----- | ---- | ------------------------------- |
| 1-6   | DLT  | Boels-Dolmans Cycling Team      |
| 11-16 | LSL  | Lotto Soudal Ladies             |
| 21-26 | ALE  | ALÉ-Cipollini                   |
| 31-36 | ASA  | Astana Women's Team             |
| 41-46 | BIG  | Bigla                           |
| 51-56 | BTC  | BTC City Ljubljana              |
| 61-66 | CSR  | Canyon-SRAM Racing              |
| 71-75 | CCC  | CCC-Liv                         |
| 81-86 | DVE  | Doltcini-Van Eyck Sport         |
| 91-96 | FDJ  | FDJ Nouv. Aquitaine Futuroscope |

| N.      | Cod. | Squadra                    |
| ------- | ---- | -------------------------- |
| 101-106 | HMT  | Health Mate-Cyclelive Team |
| 111-116 | MTS  | Mitchelton-Scott           |
| 121-126 | MOV  | Movistar Team Women        |
| 131-136 | PHV  | Parkhotel Valkenburg       |
| 141-146 | SUN  | Team Sunweb                |
| 151-156 | TIB  | Team Tibco-SVB             |
| 161-166 | TVC  | Team Virtu Cycling         |
| 171-176 | VAL  | Valcar Cylance Cycling     |
| 181-186 | TFS  | Trek-Segafredo             |
| 191-196 | WNT  | WNT-Rotor Pro Cycling Team |

## Ordine d'arrivo (Top 10)
| Pos. | Corridore         | Squadra    | Tempo    |
| ---- | ----------------- | ---------- | -------- |
| 1    | Kirsten Wild      | WNT-Rotor  | 3h13'07" |
| 2    | Lorena Wiebes     | Parkhotel  | s.t.     |
| 3    | Lotte Kopecky     | Lotto      | s.t.     |
| 4    | Lotta Henttala    | Trek       | s.t.     |
| 5    | Susanne Andersen  | Sunweb     | s.t.     |
| 6    | Elisa Balsamo     | Valcar     | s.t.     |
| 7    | Marta Bastianelli | Team Virtu | s.t.     |
| 8    | Emilia Fahlin     | FDJ        | s.t.     |
| 9    | Arlenis Sierra    | Astana     | s.t.     |
| 10   | Marianne Vos      | CCC        | s.t.     |